# Басавин, Иван Александрович
Иван Александрович Басавин (1907—1984, д. Залеменьга, Ровдинский район, Архангельская область, РСФСР, СССР) — деятель советских органов юстиции. 
Один из организаторов сталинских репрессий.

## Биография
В марте 1939-июле 1940 г.г. - председатель Ленинградского областного суда.
октябрь 1940— январь 1944 г.г. - 1-й заместитель наркома юстиции СССР, курировал судебные органы.
Директива Наркомюста СССР от 15.09.1941 г. № 18/28 (секретная), подписанная замнаркома Басавиным  обязала все суды применять часть 2 ст. 58-10 УК РСФСР (антисоветская агитация и пропаганда) независимо от объявления местности на военном положении. То есть за любое негативное высказывание, даже при отсутствии контрреволюционного умысла, назначалось квалифицированное наказание — смертная казнь через расстрел. Директива была отменена в апреле 1942 года, однако за время ее применения было расстреляно, по ориентировочным данным, несколько десятков тысяч человек.
1944—1949) г.г. - Нарком (министр) юстиции РСФСР.В  1942—1943 годах руководил оперативной группой наркомата Юстиции СССР в Чкалове. 
На посту наркома (министра) юстиции РСФСР выступал верным помощником наркома (министра) юстиции СССР Рычкова Н.М.. Не смог наладить работу органов юстиции РСФСР в послевоенный период. С 1948 года Министерство юстиции РСФСР подвергалось неоднократным ревизиям. В 1949 году освобожден от занимаемой должности, работал судьёй Верховного Суда СССР. Умер в 1984 году.

## Награды
- Орден Ленина (1945) — за успешную работу в органах советской юстиции по укреплению революционной законности и охране интересов государства в условиях Отечественной войны.